# Toy Boy
《Toy Boy》(토이 보이)는 대한민국의 가수인 미나의 4번째 싱글 음반이다. 2011년 7월 12일에 발매되었다.

## 특징
- 미나가 2011년에 중국에서 발표한 싱글 음반 〈싱글 파티〉(영어: Single Party, 중국어: 单身派对)를 한국어로 번안한 노래로서 힙합, 댄스 팝, 일렉트로닉 댄스 뮤직이 조화를 이루고 있는 노래이다. 또한 대한민국에서 출시된 싱글 음반에는 중국어 버전도 함께 실려 있다.
- 미나의 여동생인 니키타(본명 심성미)가 피처링에 참여했으며 뮤직비디오에도 출연했다.

## 수록곡
| #            | 제목                                  | 작사         | 작곡         | 편곡         | 재생 시간 |
| ------------ | ------------------------------------- | ------------ | ------------ | ------------ | --------- |
| 1.           | 〈Toy Boy (feat. 니키타)〉            | 한지은       | 김동영       | 김동영       | 02:50     |
| 2.           | 〈Toy Boy (M/V ver.) (feat. 니키타)〉 | 한지은       | 김동영       | 김동영       | 03:12     |
| 3.           | 〈Toy Boy (CHN ver.) (Single Party)〉 | 한지은       | 김동영       | 김동영       | 03:12     |
| 4.           | 〈Toy Boy (Inst.)〉                   |              | 김동영       | 김동영       | 02:50     |
| 5.           | 〈Toy Boy (M/V ver.) (Inst.)〉        |              | 김동영       | 김동영       | 03:12     |
| 총 재생 시간 | 총 재생 시간                          | 총 재생 시간 | 총 재생 시간 | 총 재생 시간 | 15:16     |